# جوزيف كام
جوزيف كام هو مبشر هولندي، ولد في 1 سبتمبر 1769، وتوفي في 18 يوليو 1833.